# Битва під Батогом
Би́тва під Батого́м (22—23 травня (1—2 червня) 1652 року) — бій союзної армії Війська Запорозького і Кримського Ханства під проводом Богдана Хмельницького проти війська Речі Посполитої під командуванням Марціна Калиновського. Битва була однією з важливих подій в ході Хмельниччини, завершилася перемогою союзників.
Відбулася під горою Батіг біля сучасного села Четвертинівки Тростянецького району на Вінниччині.

## Передумови
Невдала загалом для Української держави воєнна кампанія 1651 року, призвела до тяжкої Білоцерківської угоди. Досягнені у попередні роки здобутки під час війни за незалежність України опинилися під загрозою. В Україну почали повертатися магнати і шляхтичі, які відновлювали феодально-кріпосницькі порядки. У відповідь, наприкінці 1651 року на Надніпрянщині, Чернігівщині і Полтавщині спалахнули великі селянські повстання. Не без згоди Богдана Хмельницького керував цими виступами наказний гетьман Степан Пободайло. У травні 1652 року спалахнули повстання на Київщині і Брацлавщині. Польсько-шляхетська залога на чолі з воєводою Адамом Кисілем змушена була покинути Київ. Протестували незадоволені складанням зменшеного реєстру козаки, більша частина з яких мала повернутися в підданство до панів. Річ Посполита прагнула знищити Гетьманщину як державу та поновити на її землях колишнє колоніальне становище.
Наприкінці квітня 1652 року, у Чигирині відбулася таємна нарада гетьмана зі старшинами, де було вирішено готуватися до воєнних дій із Польщею. За попередньою домовленістю, кримський хан прислав до кордонів України татарські загони. Приводом до початку воєнних дій, стало порушення молдавським господарем Василем Лупулом союзного договору.
Навесні 1652 року загін Тимоша Хмельницького вирушив до Молдови, щоб укласти династичний шлюб між Тимошем Хмельницьким і Розандою — донькою Василя Лупула й домогтися виконання умов українсько-молдовського договору.

## Підготовка
Польський уряд, дізнавшись про плани Т. Хмельницького зробити похід у Молдавію, наказав Марціну Калиновському розгромити козаків. Поблизу Батога на березі Південного Бугу, в долині недалеко від міста Ладижина Марцін Калиновський влаштував на шляху Тимоша Хмельницького табір із 50-тисячним військом (12 тисяч кінноти, 8 тисяч жовнірів та близько 30 тисяч озброєних слуг), в якому було багато іноземних найманців. Перед табором була річка, на флангах ліси й болота, за табором — гора Батіг.
Богдан Хмельницький дізнався про польські наміри. Приспавши увагу польського командування повідомленням про похід у Молдавію начебто невеликого загону козаків, зібрав військо, щоби завдати удару по поляках. У військо входили Чигиринський, Черкаський, Корсунський і Переяславський полки та татарська кіннота (близько 15 тисяч) під проводом Нуреддина.

## Хід битви

Схема битви під Батогом

22 травня (1 червня) козацькі війська і кримськотатарські загони переправилися через Буг, непомітно підійшли до польського табору в урочищі Батіг між річками Буг та Соб. На північний захід від табору з'явився передовий невеликий татарський полк, який розмістився в селі Побірка — польська кіннота першою здійснила напад на татар. Поляки вибили татар із поля; потім підійшли більші татарські сили і змусили поляків відступити до початкових позицій. Кавалерійські дії тривали впродовж цілого дня. За ніч козаки зуміли щільно оточити ворожий табір з усіх боків. Із заходу підійшли головні сили української армії, розпочався вирішальний штурм польського табору вранці 23 травня (2 червня).
З півдня атакувала татарська кіннота. Козацьке військо після кількагодинного запеклого бою здолало опір супротивника, увірвалося в його табір. Польська кіннота заметушилася, розпочала підготовку до втечі. Помітивши це, Марцін Калиновський наказав німецьким піхотинцям відкрити вогонь по утікачах. Козацька й татарська кіннота переслідувала втікачів, нищила або забирала їх у полон. Тиміш дав наказ підпалити копиці сіна — поле бою освітили.
Заволодівши серединою табору, козаки притьмом пішли на приступ редутів, де закріпилися німці та до заходу сонця захопили їх. Полякам вдалося ще трохи протриматися; після прориву їхньої оборони козаками Івана Богуна доля битви була вирішена. Армія Речі Посполитої була розгромлена вщент, сам М. Калиновський разом з сином Самуелем Єжи загинули. Також загинули комендант німецької піхоти Сигізмунд Пшиємський, брат майбутнього короля Яна ІІІ Собеського Марек та інші шляхтичі. Польща втратила вбитими 8000 добірних вояків (з них за різними оцінками від 3000 до 5000 крилатих гусарів). Врятуватися від погрому вдалося не більш як 1500 польської кінноти. Точні втрати козаків та татар в цій битві невідомі, але навряд-чи вони були більше тисячі.
Після закінчення битви Богдан Хмельницький викупив у Нуреддин-султана за 50 тисяч талерів всіх полонених поляків і наказав їх замордувати, пояснюючи такий вчинок помстою за Берестечко. 3 і 4 червня козаки замордували від 3 до 5 тисяч полонених (жовнірів і челяді), попри протест татар і частини козацької старшини[джерело?].

## Наслідки
- Батозьку битву її сучасники порівнювали з перемогою Ганнібала під Каннами у 216 році до н. е.. Польські загарбники мусили спішно покинути територію Гетьманщини, у певних пунктах якої вони стояли за умовами Білоцерківського мирного договору, кордон знову проліг по річці Случ, як і за умовами Зборівської угоди 1649 року. Переможна битва під Батогом, викликала повсюдні повстання козацької України проти шляхти — до початку липня на всіх землях України відновлюється діяльність національних органів влади.

- Після цієї перемоги шляхтичі почали спішно втікати до Польщі, за її межі — боялись помсти козаків. Однак як згадувалось пізніше, на заході України, лютувала чума. Богдан Хмельницький не зміг піти на Варшаву.

- Перемога козаків у цій битві і наступна облога фортеці у Кам'янці-Подільському змусили Василя Лупула виконати вимоги Богдана Хмельницького. Союз України з Молдавією було скріплено шлюбом Тимоша Хмельницького з Розандою Лупул, що відбувся в Яссах 21 (31) серпня 1652 року.

- Події в Молдавії викликали занепокоєння у Польщі (втрачала свого союзника), в сусідніх країнах — Трансільванії та Австрії. Внаслідок перемоги козацького війська під Батогом, зміцнилося міжнародне становище України.

## Вшанування
В перших числах січня 2015 року, почав працювати Музей Батозької битви у Четвертинівці.

## Література

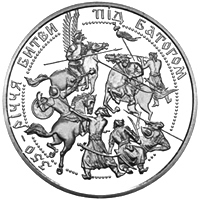
Ювілейна монета номіналом у 5 гривень «350-річчя битви під Батогом». Реверс

## Галерея
|                                                               |
| Пам'ятник про битву під Батогом на в'їзді до с. Четвертинівки |

|                                                                          |
| Надпис на пам'ятнику про битву під Батогом на в'їзді до с. Четвертинівки |

|                                                   |
| Пам'ятний знак біля козацької криниці на р. Батіг |

|                                           |
| Козацька криниця на околиці Четвертинівки |

|                                     |
| Меморіал на місці Битви під Батогом |

|                                     |
| Меморіал на місці Битви під Батогом |